# Lincoln (Anglaterra)
Lincoln (pronunciat /ˈlɪŋkən/) és una vila amb categoria de ciutat i és la capital del comtat de Lincolnshire (Anglaterra).
El cens del 2001 constata una població de 101.779 habitants per a l'aglomeració de Lincoln, que inclou Birchwood, North Hykeham i Waddington. El Greater Lincoln («Gran Lincoln»), regió pròxima al voltant de la ciutat, té una població de 250.000 habitants.
La ciutat, primerament anomenada Lindon, esdevingué Lindum durant el període romà, i Lincoln després de la conquesta anglosaxona.

## Història
Època romana

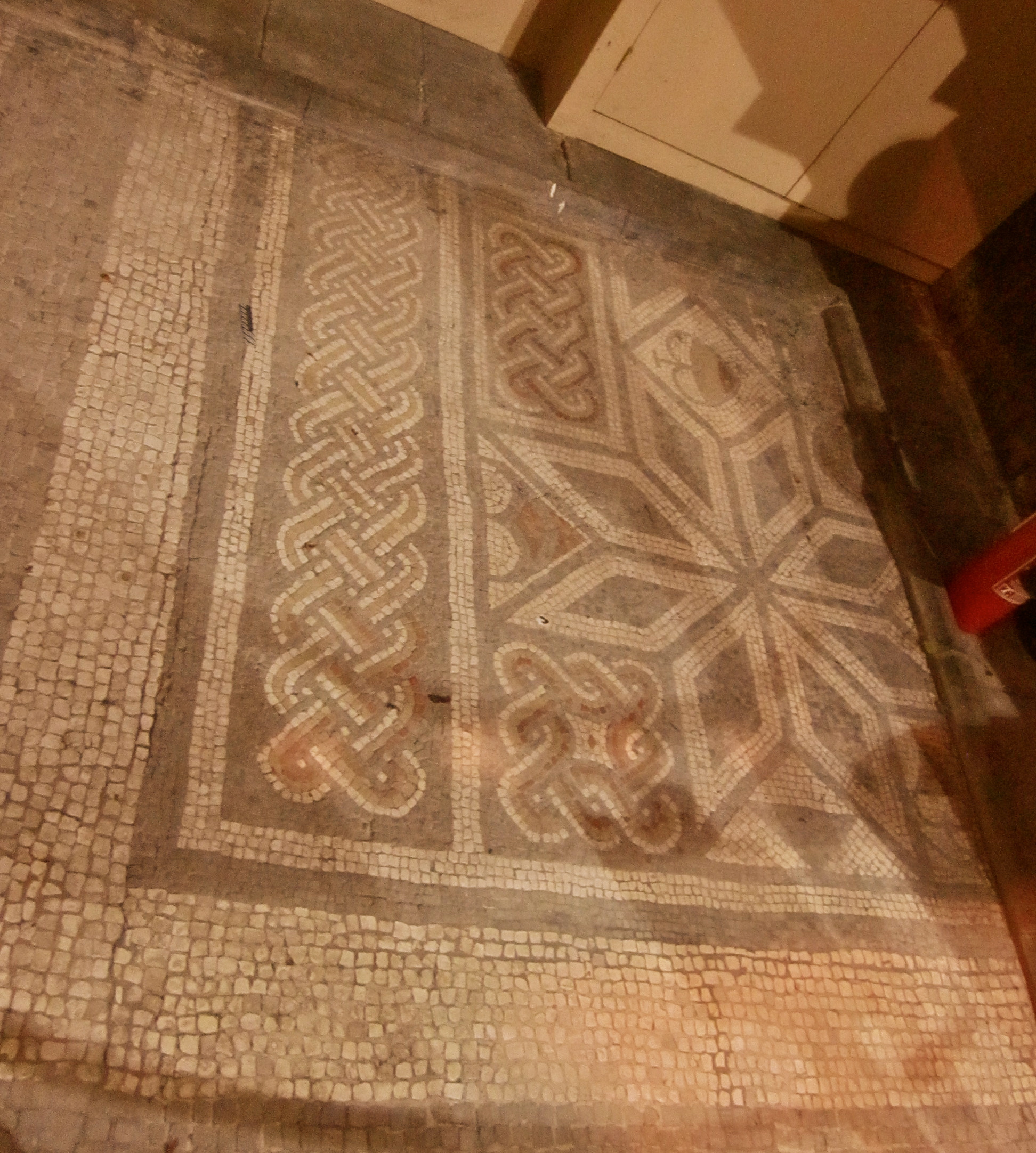
Mosaic de Lindum Colonia

Tot i que s'han trobat vestigis de l'edat del bronze o del s. I, el 1972, la història de Lincoln es remunta a la construcció d'un campament romà, edificat als peus d'un ample turó a la vora del riu Witham. La funció d'aquest destacament era protegir dues vies romanes: l'Ermine Street, que unia Londinum (Londres) amb el nord d'Anglaterra, i la Fosse Way, que conduïa cap a Isca Dumnoniorum (Exeter). El nom romà deriva del que feien servir els britons, Lindon, que vol dir «estany» i probablement es referien a l'eixamplament del riu que actualment s'anomena Brayford Pool, espai que més endavant es va fer servir de port fluvial.
Quan la legió que ocupava aquest lloc va rebre ordres de desplaçar-se a Eboracum (York) l'any 48 aC, alguns es van quedar per formar una colònia, que va ser anomenada Colonia Domitiana Lindensium, per Domicià, l'emperador el moment. Els membres d'aquesta colònia van fer un arx (ciutadella) a dalt del turó, tan gran com el campament de sota.
En el segle iv, després que les províncies romanes de Flavia Caesariensis i Britannia Secunda foren reagrupades per a formar la província de Britannia Inferior, Lincoln esdevingué la capital.
Del 410 al 1066
Quans els romans van marxar del país encara hi havia habitants a la colònia, però la gent va començar a fer servir una forma abreujada del nom Lindocolina o també Lincylene.
Al s. IX, sota la dominació danesa del Danelaw, Lincoln serà una de les cinc ciutats fortificades de Mèrcia, tot gaudint d'una puixança política.

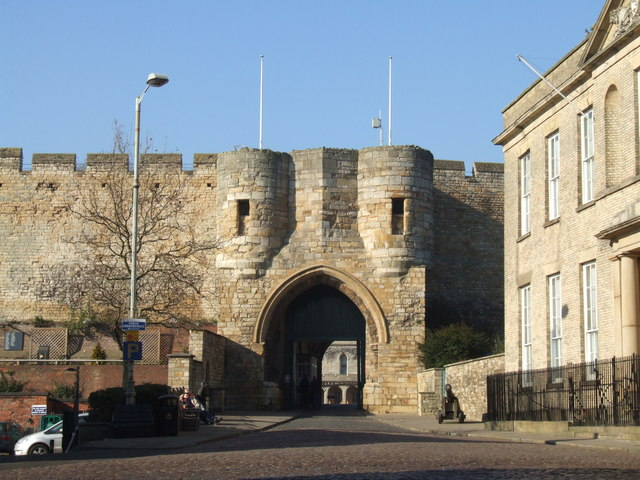
Porta oriental del castell

El 1068, dos anys després de la conquesta normanda, Guillem el Conqueridor feu edificar el castell de Lincoln en l'emplaçament de la ciutadella romana, per raons estratègiques idèntiques.Durant el seu episcopat, Rémi de Fécamp, feu transferir la seu del Bisbat de Mèrcia, que es trobava llavors a Dorchester on Thames (Oxfordshire), a Lincoln. Ell ordenà la construcció de la primera catedral el 1072, de cara al castell, a la part alta de la ciutat. El centre administratiu era el palau bisbal, construït entre el castell i la catedral.
Ciutat medieval

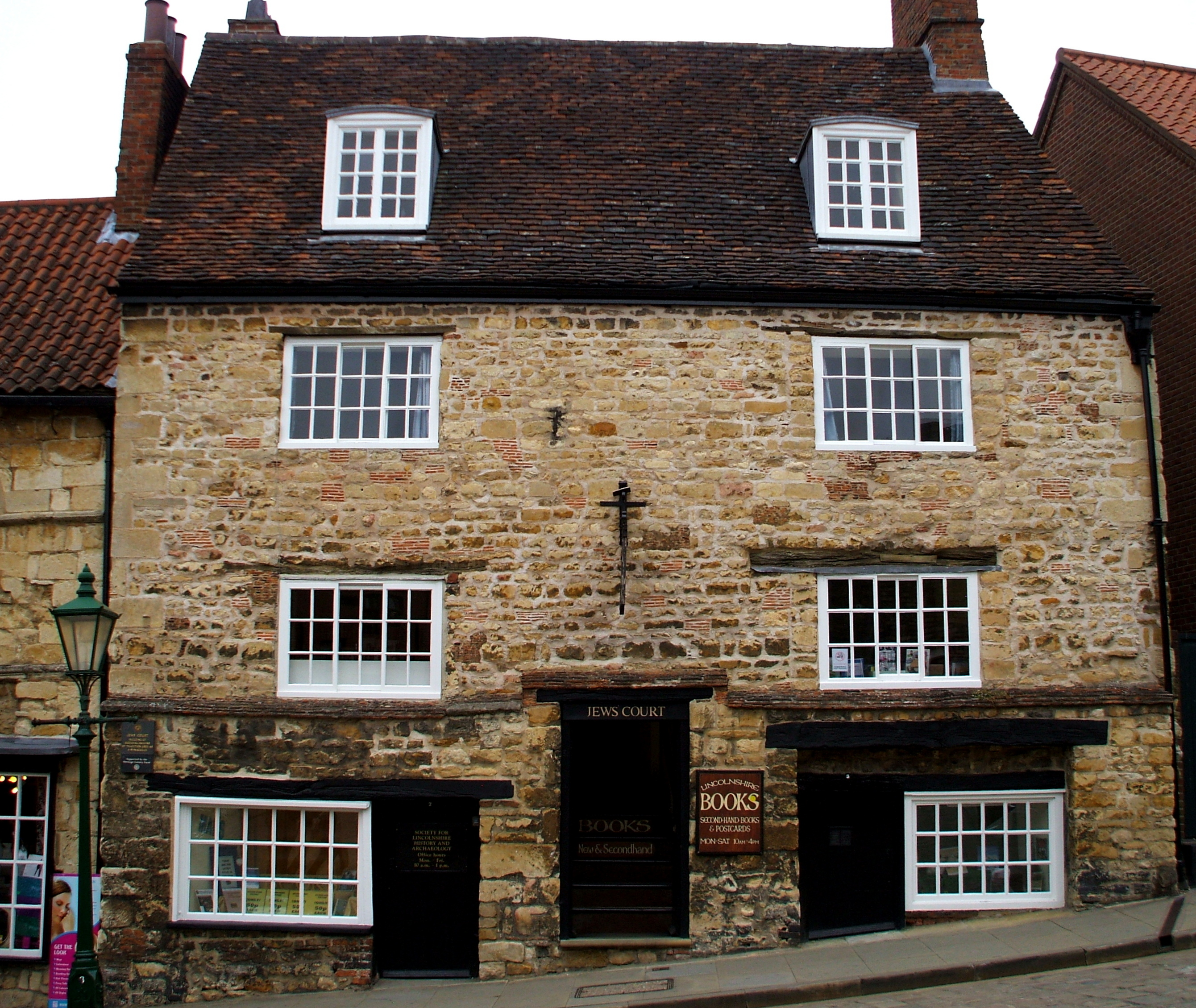
Antic casal dels jueus

Al segle xii era una de les ciutats més pròsperes del país, pel comerç amb els teixits de llana, que exportava a Flandes. Tenien renom especialment els teixits tenyits en roig i en verd, com es diu a la Balada de Robin Hood. El 1130 els mercaders es van associar com a gremi.
Durant l'anarquia d'Anglaterra, va haver un enfrontament el 1141 entre les forces d'Esteve de Blois i els partidaris de Matilde, en què Robert de Gloucester va vèncer i va fer captiu Esteve, al qual va portar a Bristol.
Quan el 1215 es va redactar la Carta Magna, un dels testimonis que la va signar fou el bisbe de Lincoln i actualment es guarda una de les quatre còpies originals al castell de Lincoln. En la revolta dels barons que va haver després (1215–17), aquests van ser derrotats per l'exèrcit reial i la ciutat va ser saquejada en represàlia per haver fet costat al príncep Lluís.

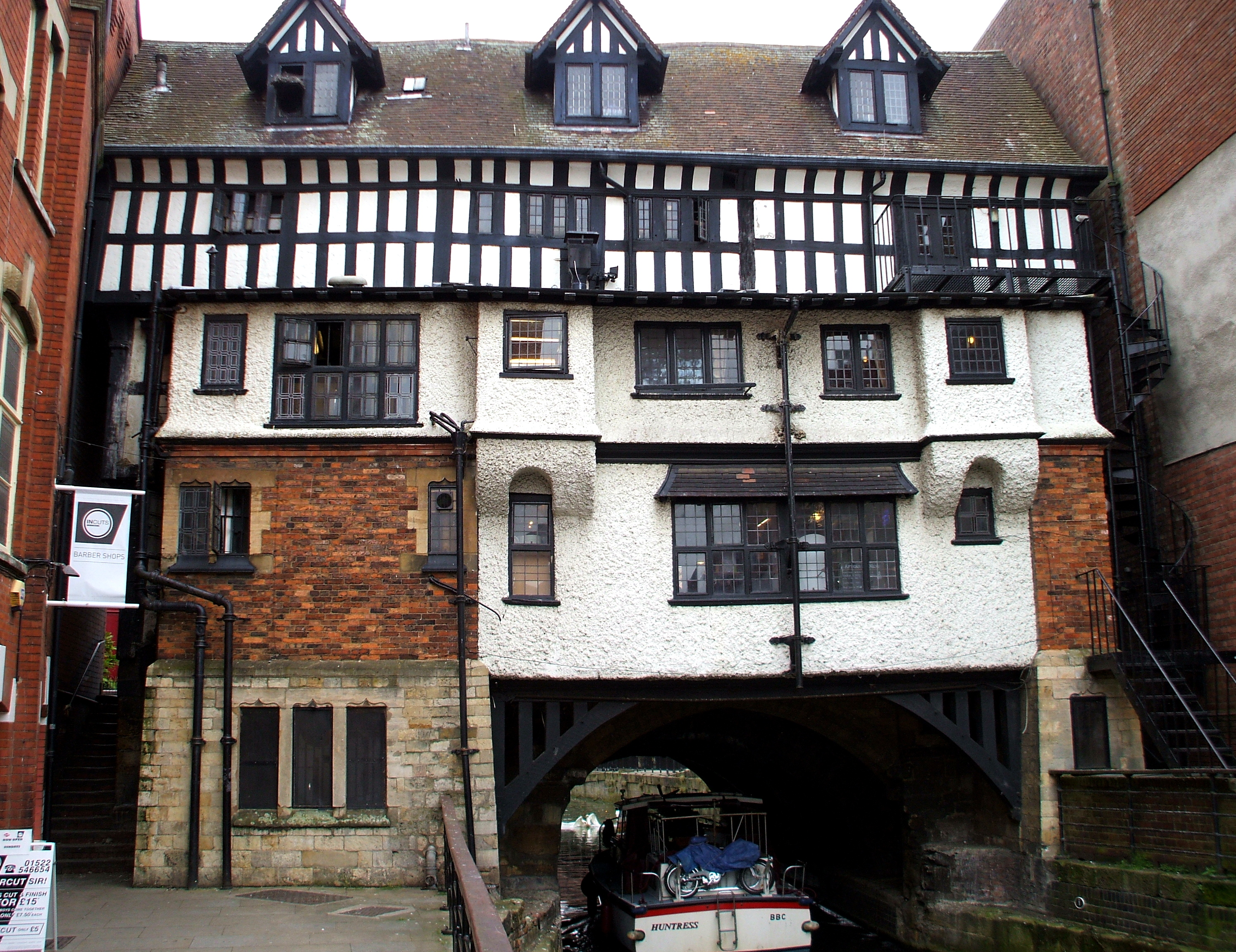
El pont més antic: Glory Hole.

Hi havia entre els seus habitants un grup de jueus, que van ser atacats pels altres ciutadans quan es va escampar el sentiment antisemita sorgit a Norfolk. Els jueus més rics de la ciutat van ser acusats d'haver matat un noi cristià, un afer anomenat "el libel de Lincoln" (1255), ja que segons sembla només eren mentides dels altres mercaders per desfer-se de la competència. El 1290 els jueus van ser expulsats en massa.
El segle xiv va ser una mala època, alguns habitants van abandonar la ciutat perquè el riu es desbordava, altres van morir per una epidèmia de pesta.
Segles xvi i xvii
La decisió de prohibir els monestirs i sotmetre l'Església al poder reial, va empitjorar la situació. La ciutat va anar en declivi, ja que mancava el suport del bisbat, que sempre havia estat un element clau a Lincoln.
Durant la guerra civil la ciutat es va trobar en la frontera entre ambdós bàndols i va afavorir uns i altres per tal de sobreviure.
Època moderna
La mecanització aplicada a l'agricultura va ajudar a la recuperació econòmica de Lincoln i la reobertura del canal Foss Dyke va possibilitar l'arribada del carbó i l'assentament d'una indústria moderna; i els productes locals es podien exportar a altres ciutats gràcies a la instal·lació del ferrocarril.
Lincoln va començar a despuntar en la fabricació de locomotores, pales a vapor i tota mena de maquinària pesada.

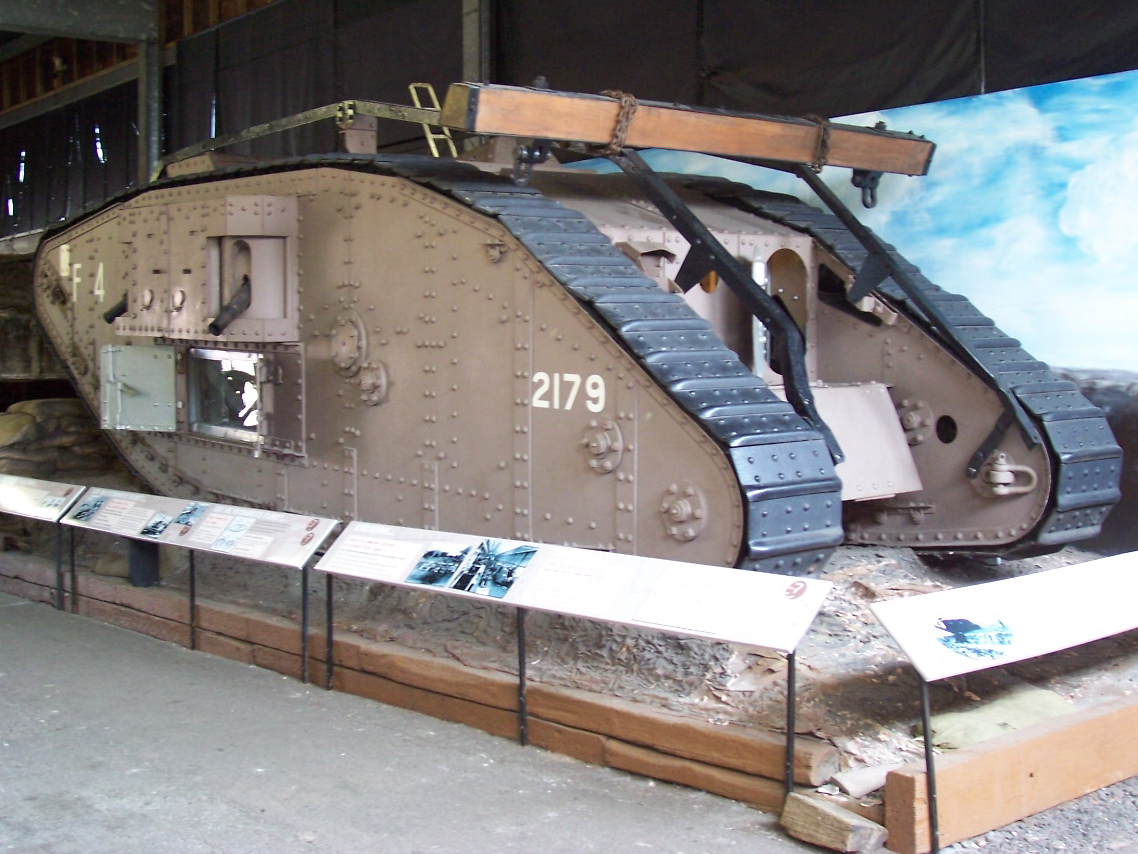
Els primers tancs es van fabricar a Lincoln, per l'empresa William Foster & co.

El 1857 es va establir una base militar en el lloc que ara s'anomena Old Barracks (actual museu de la vida a Lincolnshire), que després es va traslladar a New Barracks o Sobraon Barracks (1890).
Entre el novembre del 1904 i l'agost del 1905 va haver una greu epidèmia de tifus causada per una contaminació en les aigües públiques. Van haver més de mil malalts i 1130 víctimes mortals, entre els quals estava el responsable de les aigües.
En aquesta ciutat es van dissenyar i produir els tancs que es van fer servir en les guerres mundials.

## Clima
El clima de Lincoln és del tipus marítim, amb estius frescos i hiverns suaus. L'estació meteorològica més propera és la de Waddington, a uns 6 km al sud del centre ciutat. La temperatura màxima enregistrada des del 1948 va ser 34.8 °C (94.6 °F) l'agost del 1990, i la mínima −15.6 °C (3.9 °F) el febrer del 1956. Va tenir el rècord de temperatura més baixa diürna a Anglaterra, −9.0 °C (15.8 °F) el 17 de desembre del 1981. En els anys recents la temperatura més baixa que s'ha enregistrat és −10.4 °C (13.3 °F) el desembre del 2010, però en una altra estació a Scampton, a una distància semblant cap al nord, es va enregistrar −15.6 °C (3.9 °F), xifra que supera la del 1956.
| Dades climàtiques a Waddington 68m 1981-2010 | Dades climàtiques a Waddington 68m 1981-2010 | Dades climàtiques a Waddington 68m 1981-2010 | Dades climàtiques a Waddington 68m 1981-2010 | Dades climàtiques a Waddington 68m 1981-2010 | Dades climàtiques a Waddington 68m 1981-2010 | Dades climàtiques a Waddington 68m 1981-2010 | Dades climàtiques a Waddington 68m 1981-2010 | Dades climàtiques a Waddington 68m 1981-2010 | Dades climàtiques a Waddington 68m 1981-2010 | Dades climàtiques a Waddington 68m 1981-2010 | Dades climàtiques a Waddington 68m 1981-2010 | Dades climàtiques a Waddington 68m 1981-2010 | Dades climàtiques a Waddington 68m 1981-2010 |
| Mes                                          | gen                                          | febr                                         | març                                         | abr                                          | maig                                         | juny                                         | jul                                          | ag                                           | set                                          | oct                                          | nov                                          | des                                          | anual                                        |
| -------------------------------------------- | -------------------------------------------- | -------------------------------------------- | -------------------------------------------- | -------------------------------------------- | -------------------------------------------- | -------------------------------------------- | -------------------------------------------- | -------------------------------------------- | -------------------------------------------- | -------------------------------------------- | -------------------------------------------- | -------------------------------------------- | -------------------------------------------- |
| Màxima rècord °C (°F)                        | 13.9 (57)                                    | 17.4 (63.3)                                  | 22.4 (72.3)                                  | 26.1 (79)                                    | 27.8 (82)                                    | 32.4 (90.3)                                  | 33.1 (91.6)                                  | 34.8 (94.6)                                  | 30.0 (86)                                    | 29.2 (84.6)                                  | 17.8 (64)                                    | 15.1 (59.2)                                  | 34.8 (94.6)                                  |
| Màxima mitjana °C (°F)                       | 6.6 (43.9)                                   | 7.1 (44.8)                                   | 9.8 (49.6)                                   | 12.5 (54.5)                                  | 15.9 (60.6)                                  | 18.7 (65.7)                                  | 21.3 (70.3)                                  | 21.1 (70)                                    | 18.0 (64.4)                                  | 13.9 (57)                                    | 9.5 (49.1)                                   | 6.7 (44.1)                                   | 13.5 (56.3)                                  |
| Mínima mitjana °C (°F)                       | 1.3 (34.3)                                   | 1.2 (34.2)                                   | 2.9 (37.2)                                   | 4.4 (39.9)                                   | 7.2 (45)                                     | 10.2 (50.4)                                  | 12.4 (54.3)                                  | 12.3 (54.1)                                  | 10.3 (50.5)                                  | 7.2 (45)                                     | 4.0 (39.2)                                   | 1.7 (35.1)                                   | 6.3 (43.3)                                   |
| Mínima rècord °C (°F)                        | −13.8 (7.2)                                  | −15.6 (3.9)                                  | −11.1 (12)                                   | −4.7 (23.5)                                  | −2.0 (28.4)                                  | 0.0 (32)                                     | 3.3 (37.9)                                   | 3.9 (39)                                     | 0.0 (32)                                     | −3.2 (26.2)                                  | −6.7 (19.9)                                  | −14 (7)                                      | −15.6 (3.9)                                  |
| Precipitació mitjana mm (polzades)           | 50.2 (1.976)                                 | 36.8 (1.449)                                 | 41.6 (1.638)                                 | 46.6 (1.835)                                 | 48.1 (1.894)                                 | 57.4 (2.26)                                  | 58.9 (2.319)                                 | 60.3 (2.374)                                 | 53.4 (2.102)                                 | 56.3 (2.217)                                 | 55.5 (2.185)                                 | 49.3 (1.941)                                 | 614.6 (24.197)                               |
| Mitjana mensual d'hores de sol               | 61.8                                         | 83.2                                         | 117.0                                        | 159.6                                        | 205.6                                        | 187.5                                        | 206.5                                        | 192.7                                        | 144.2                                        | 113.3                                        | 71.5                                         | 55.4                                         | 1.598,3                                      |
| Font #1: Met Office                          |                                              |                                              |                                              |                                              |                                              |                                              |                                              |                                              |                                              |                                              |                                              |                                              |                                              |
| Font #2:                                     |                                              |                                              |                                              |                                              |                                              |                                              |                                              |                                              |                                              |                                              |                                              |                                              |                                              |

## Economia

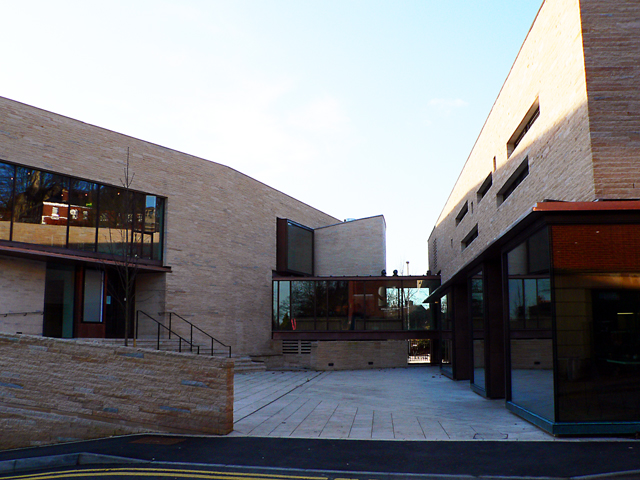
City and County Museum

Lincoln segueix sent una important ciutat industrial, però el turisme és un negoci en creixement i també el sector de serveis degut a la seva condició com a capital del comtat.
Molts turistes viatgen per conèixer els monuments de la ciutat però també per veure el que s'anomena The Collection un museu repartit en dos edificis, en un està l'Usher Gallery on hi ha col·leccions d'art i l'altre és el City and County Museum que té informació històrica.
Altres atractius són el museu de la vida a Lincolnshire Life, l'hivernacle de sir Joseph Banks, adjacent al castell. Als afores hi ha una reserva natural anomenada Whisby Nature Reserve i un parc Hartsholme Country Park on està el Llac dels Cignes.

## Topografia

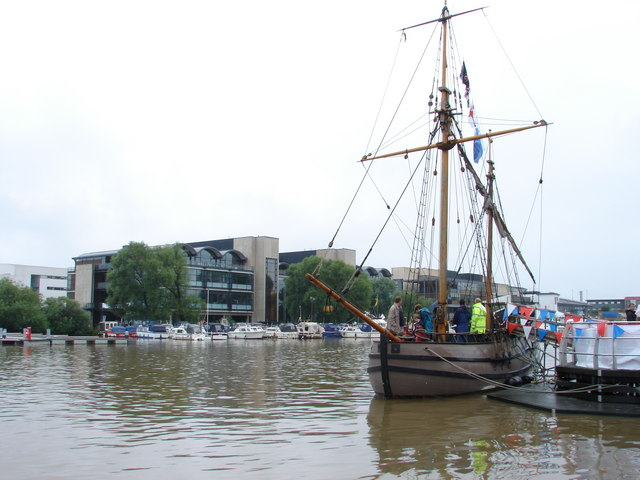
El Brayford Pool

El municipi de Lincoln està situat en una esquerda del Lincoln Cliff, una línia de terreny elevat (61 metres) que forma un cingle davant la costa de nord a sud, des de Lindsey i Kesteven. El riu Witham flueix per aquesta obertura.
La ciutat de Lincoln està construïda al voltant d'un pujol de 20,4 m d'alçada i queda dividida en dues zones geogràfiques: la de dalt del pujol (Uphill) i la de baix (Downhill). La part de baix té un eixamplament del riu anomenat Brayford Pool o «estany de Brayford» que s'ha fet servir com a port fluvial, per la seva proximitat a la mar del Nord. A la part alta estan els edificis més destacats de la ciutat: la catedral el castell i el palau bisbal.

## Monuments

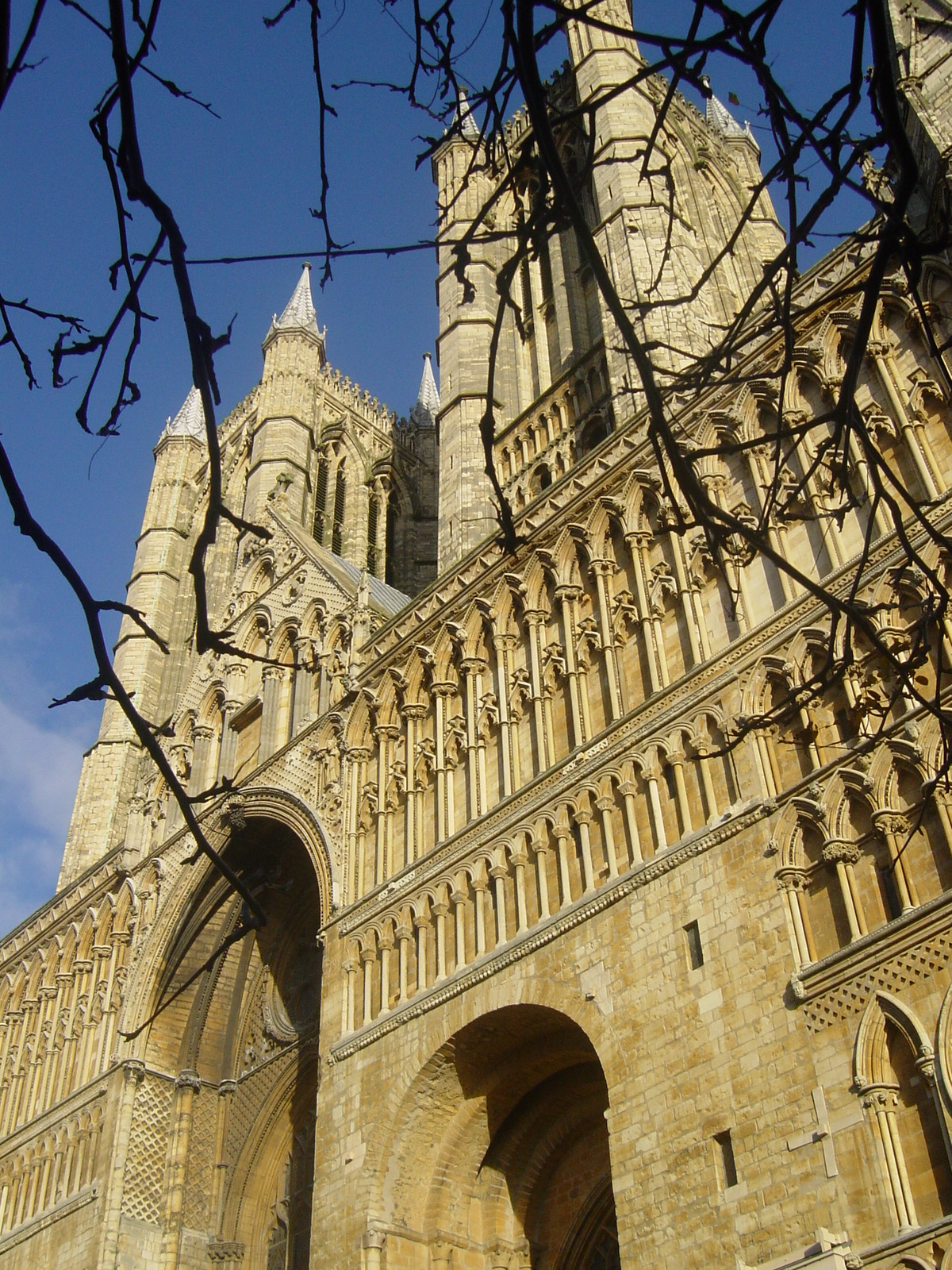
Catedral de Lincoln

- Lincoln és cèlebre per la seua catedral medieval dedicada a la Verge Maria.[23]Va ser reconstruïda després d'un incendi i un terratrèmol el 1185. La nova construcció va ser molt més gran, l'església era bastant senzilla però aquesta feta a gran escala té un creuer coronat amb una torre de 160 m, la més alta d'Europa en el seu moment, però es va esfondrar durant una tempesta i l'actual és alta però no tant.[24][25]
- El palau bisbal, anomenat The Bail, construït a finals del segle xii per Hugh de Lincoln i la torre de l'entrada va ser un afegit del bisbe William d'Alnwick, l'any 1430.
- El castell del segle xi, que encara manté l'estil normand.

## Agermanaments
Lincoln té relacions d'agermanament amb:
- Neustadt an der Weinstraße (Alemanya), des del 1969.
- Tangshan (Xina), des del 1988.
- Port Lincoln, (Austràlia) des del 1991.
- Radomsko (Polònia), des del 2007.
- Nanchang (Xina), des del 2014.

## Esport
La vila hostatja el club de futbol de Lincoln City.

## Persones destacades
- George Boole (1815-1864), matemàtic creador de la lògica booleana i l'àlgebra de Boole.
- Penelope Fitzgerald (1916-2000), escriptora i biògrafa.
- Francis Hill (1899-), historiador i membre de la Universitat de Nottingham.
- John Hurt (1940-), actor va estudiar a Lincoln.
- Benjamin Lany, acadèmic i escriptor religiós, fou bisbe de Lincoln 1663–67.
- William Pool, inventor marítim que va treballar a Lincoln entre 1820-1830.